# Ostrý Grúň
Ostrý Grúň (Hongaars: Élesmart, Duits: Franz) is een Slowaakse gemeente in de regio Banská Bystrica, en maakt deel uit van het district Žarnovica.
Ostrý Grúň telt 571 inwoners.
Tijdens de Tweede Wereldoorlog werd het dorp op 21 januari 1945 verwoest. Duitse troepen vermoordden in het kader van operatie Edelweiss (tegen het Slowaakse verzet) 64 inwoners van het dorp en staken 128 huizen in brand.

Brehy · Hodruša-Hámre · Horné Hámre · Hrabičov · Hronský Beňadik · Kľak · Malá Lehota · Nová Baňa · Orovnica · Ostrý Grúň · Píla · Rudno nad Hronom · Tekovská Breznica · Veľká Lehota · Veľké Pole · Voznica · Žarnovica · Župkov